# Фармерсвил (Луизијана)
Фармерсвил (енгл. Farmerville) град је у америчкој савезној држави Луизијана.

## Демографија
По попису из 2010. године број становника је 3.860, што је 52 (1,4%) становника више него 2000. године.
| Група             | 2000.         | 2010.         |
| Белци             | 1.287 (33,8%) | 1.087 (28,2%) |
| Афроамериканци    | 2.419 (63,5%) | 2.588 (67,0%) |
| Азијати           | 26 (0,7%)     | 12 (0,3%)     |
| Хиспаноамериканци | 65 (1,7%)     | 138 (3,6%)    |
| Укупно            | 3.808         | 3.860         |